# Ajn al-Karm
Ajn al-Karm (arab. عين الكرم) – wieś w Syrii, w muhafazie Hama. W 2004 roku liczyła 564 mieszkańców.